# Cavalaria 2 de Julho Futebol Americano
O Cavalaria 2 de Julho Futebol Americano é um time brasileiro de futebol americano de Salvador, Bahia.

## História
Fundado como Salvador All Saints Futebol Americano (SAS) em 18 de outubro de 2008 para participar de torneios na modalidade fullpad (todos os equipamentos) na grama. Participou do Campeonato Brasileiro de Futebol Americano de 2012 e da Liga Nordestina de Futebol Americano de (LINEFA) 2012.
A temporada de 2013 foi marcada pela parceria com o Esporte Clube Vitória, sua primeira mudança de nome — para Vitória All Saints Futebol Americano (VAS) — e sua primeira participação no Torneio Touchdown (TTD), no qual foi a única equipe nordestina durante a edição 2013 (TTD V). O então All Saints enfrentou o então rival Salvador Kings, também soteropolitano, pela primeira vez em maio de 2013, com vitória dos carcarás por 36 a 0.
Devido a dificuldades, anunciou sua não participação da edição de 2014 do TTD. Ainda no mesmo ano anunciou a fusão com o Salvador Kings, passando a se chamar Vitória Futebol Americano, a partir da temporada de 2015. Segundo o Esporte Clube Vitória: "A nova formação, batizada de Vitória Futebol Americano, vem melhor e mais estruturada, com um maior número de pessoas da comissão técnica e na diretoria, além de um plantel de qualidade". Seu mando de campo foi em Camaçari, no Estádio Armando Oliveira. Entretanto, durante 2013 usou outros estádios baianos, o Estádio Alberto Oliveira, em Feira de Santana, e o Estádio Municipal de Madre de Deus, em Madre de Deus. Tinha o carcará como mascote.
Em 2017, após quase três anos de parceria com o Esporte Clube Vitória, o time passou a se chamar Cavalaria 2 de Julho Futebol Americano. Nesse mesmo ano a equipe conseguiu a classificação inédita para os play-offs da Liga BFA. Em 2019, a equipe começou a mandar os jogos no Estádio de Pituaçu.

## Temporadas 2020-2021
Em 2020 e 2021 não houve disputa da BFA Elite devido a pandemia de Covid-19.

## Temporada 2022
O ano de 2022 marcou a volta do futebol americano no Brasil, a Cavalaria disputou a Liga BFA mandando seus jogos na cidade de Camaçari-BA e terminando com 2 vitórias e 2 derrotas. A temporada marcou a chegada de Raymond Cotton como quarteback. O Norte Americano chegou para liderar a equipe nas 4 partidas da temporada regular e fez um ótimo trabalho lançando 6 passes para touchdown e mais de 700 jardas.

## Temporada 2023
Dando continuidade ao trabalho feito no ano anterior, Matheus Vieira assumiu a equipe, após a saída de Rui Barros. A diretoria anunciou o retorno de Raymond Cotton para sua segunda temporada liderando o ataque da equipe baiana. A Cavalaria também repatriou Felipe "Índio", formado na equipe Soteropolitana, o atleta jogou a temporada anterior em São Paulo, pelo Rio Preto Weilers, e retornou para ser jogador e treinador da equipe de Flag Football.
Trabalhando para fazer uma temporada melhor, a equipe baiana integrou mais de 20 atletas do Santana Red Bulls, equipe de Feira de Santana, que não disputaria a temporada de 2023. Antes do início da temporada a Cavalaria venceu um amistoso contra a equipe do Sergipe Redentores, por 18x14. Semanas após a vitória, e antes da estreia da Liga BFA, foi anunciado mais um reforço, a chegada do Ítalo-Brasileiro, Júnior de Jesus, Defensive Back que somava mais de 10 anos jogando na Itália.
Na estreia do campeonato nacional, a equipe baiana foi para Petrolina enfrentar o time local, Carrancas FA. Em uma partida muito disputada a Cavalaria venceu por 10x7, com destaque para Júnior de Jesus, que estreou pela equipe.  No jogo seguinte os baianos sofreram um revés frente ao Recife Mariners, que venceu por 41x6. Após a derrota os Soteropolitanos emplacaram três vitórias seguidas, conseguindo a classificação para os playoffs, onde enfrentou o Fortaleza Tritões, que venceu a partida e classificou-se para a final da conferência Nordeste. 

## Elenco atual

### Quarterbacks
- 1 Aldon Clark
- 3 Felipe Freitas
- 15 Israel Moreno
- 17 Guilherme Sales

### Running backs
- 0 Odael Neto
- 21 Victor "Akuma" Sousa
- 25 Jean Almeida
- 26 Diego Fiaes
- -- Leonardo Pedreira
- -- Kaillon

### Wide receivers
- 6 André Ross
- 11 Irving Rodrigues
- 12 André Ribeiro
- 13 Alan Santos
- 16 Felipe Ronaldo
- 85 João André Chequer
- -- Henry Jordan
- -- Nailson Santos
- -- Sandro Paixão
- -- Vitor Prado
- -- João Megale
- -- Matheus dos Anjos
- -- Raphael rodrigues

### Tight ends
- 10 Paulo Rios
- -- Delane Maia

### Offensive lineman
- 51 Willian Martins
- 55 Yan Dantas
- 62 Jorge Queiroz
- 69 André Guilherme
- 70 Jardel Santos
- 72 Caique Magno
- 76 Fabrício Zamboni
- 77 Marcelo "Kenan" Ricardo

### Defensive lineman
- 52 Diego Krugger
- 58 Henrique Casas
- 59 Antônio "Toruh" Carlos
- 68 José "Selva" Leandro
- 78 Rafael "Stallone" Jesus
- 82 Jorge Rocha
- 83 Renato Lodi
- 88 Bruno "Napolitano" Pereira
- 91 Yann Amarante
- 95 Hamilton "Miltão" Júnior
- 96 Alan "Fumble" Guimarães"
- 97 Marcos Goes
- 99 Gabriel "Hancock" Araújo
- -- Rodrigo Sidrac
- -- Marcio Cabral

### Linebackers
- 14 Daniel Romero
- 50 Danilo Castilho
- 51 Teodoro "Soldado" Vitor
- 57 Petrônio Alberto
- 87 Carlos Herpich
- 90 Felipe Nascimento
- -- Ezei Santos
- -- Leandro
- -- Thiago "Chuck" Pond
- -- Aymeric Ravache
- -- Wesley Machado

### Defensive backs
- 2 Callus Cox
- 7 Acássio Silva
- 18 Felipe "Índio" Nunes
- 19 Lewir Ramires
- 31 Pedro Galdino
- 33 Bruno Assis
- 35 Rafael Cerqueira
- 23 Eric Farias
- 40 Daniel Souza
- 45 Michel Bastos
- 80 Éric William
- 94 Antônio Jorge
- -- Rodrigo Invenção
- -- Matheus "Naruto" Araújo

### Times especiais
- -- Arthur Tourinho

### Comissão Técnica
- HC - Mike Smith
- OC - Bruno Longo
- DC - Matheus Vieira
- LC - Troy Finney
- FC - Emerson Vilares

## Títulos
| REGIONAIS | REGIONAIS        | REGIONAIS | REGIONAIS         |
|           | Competição       | Títulos   | Temporadas        |
| --------- | ---------------- | --------- | ----------------- |
|           | Velho Chico Bowl | 3         | 2017, 2018 e 2019 |
| ESTADUAIS |                  |           |                   |
|           | Competição       | Títulos   | Temporadas        |
|           | Salvador Bowl    | 1         | 2016              |

## Jogadores Notáveis

### Maiores pontuadores[33]
- Diego Fiaes
- Felipe Ronaldo
- Felipe "Índio" Nunes
- Igor Ribeiro
- Raymon Cotton

### Mais passes para Touchdown[33]
- Igor Ribeiro
- Raymon Cotton
- Elijah Freeman
- Felipe "Índio" Nunes
- Diego Fiaes

### Mais Sacks
- Nicolas Demaio
- Daniel Sampaio
- Rui Barros
- José Leandro
- Ruan Pablo

### Mais Interceptações
- Danilo Oliveira
- Caio Machado
- Davi Oliveira
- Eduardo Cerqueira
- Daniel Romero

## Histórico

### Histórico de treinadores
| Técnico        | Período   |
| -------------- | --------- |
| Mike Smith     | 2024      |
| Matheus Vieira | 2023      |
| Rui Barros     | 2020-2022 |
| Armando Chaves | 2017-2019 |

### Quartebacks titulares
| Técnico              | Período   |
| -------------------- | --------- |
| Aldon Clark          | 2024      |
| Raymond Cotton       | 2022-2023 |
| Felipe "Índio" Nunes | 2019      |
| Igor Ribeiro         | 2018-2019 |
| Elijah Freeman       | 2017      |